# 卡皮亞德爾蒙特

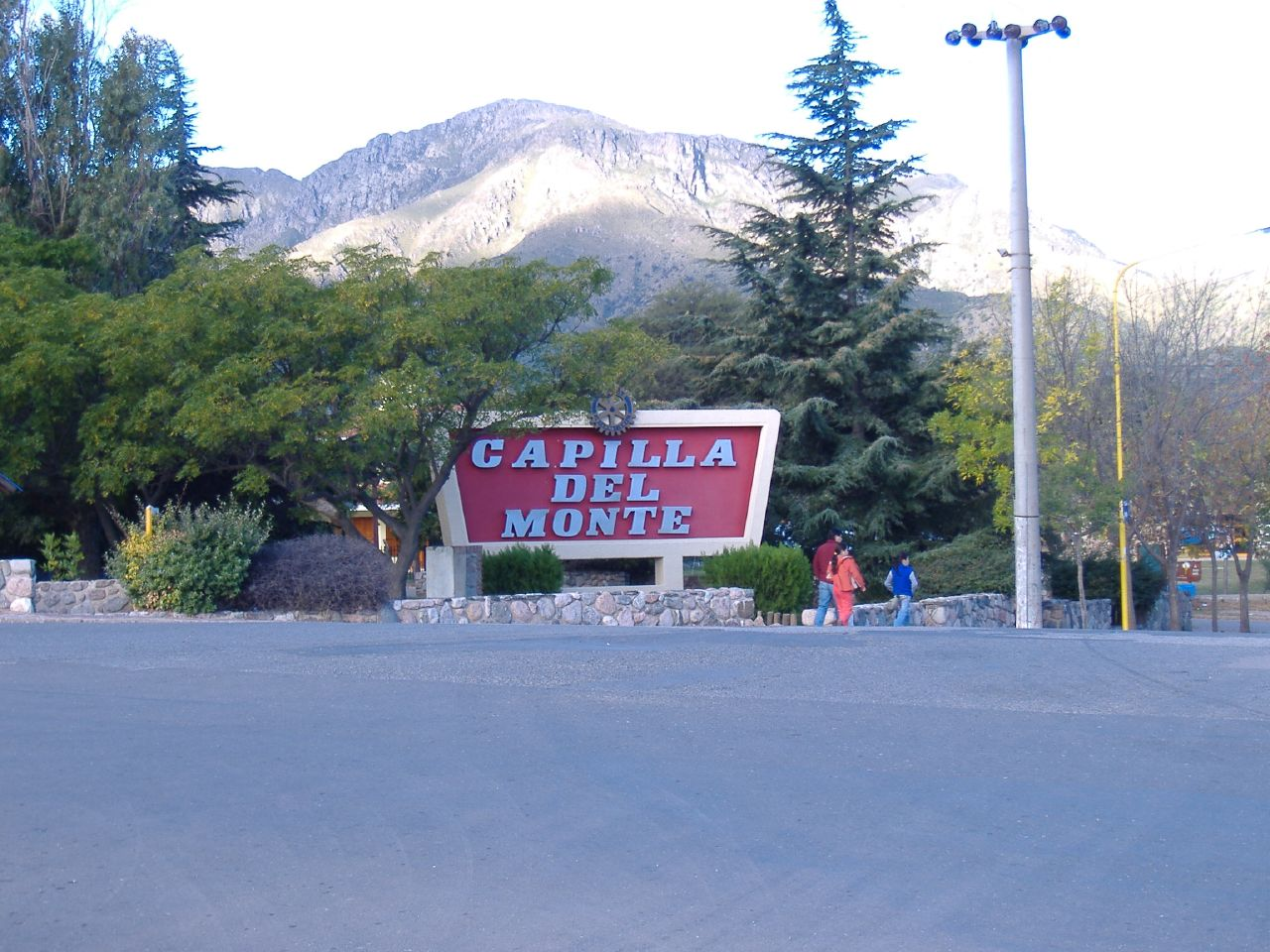

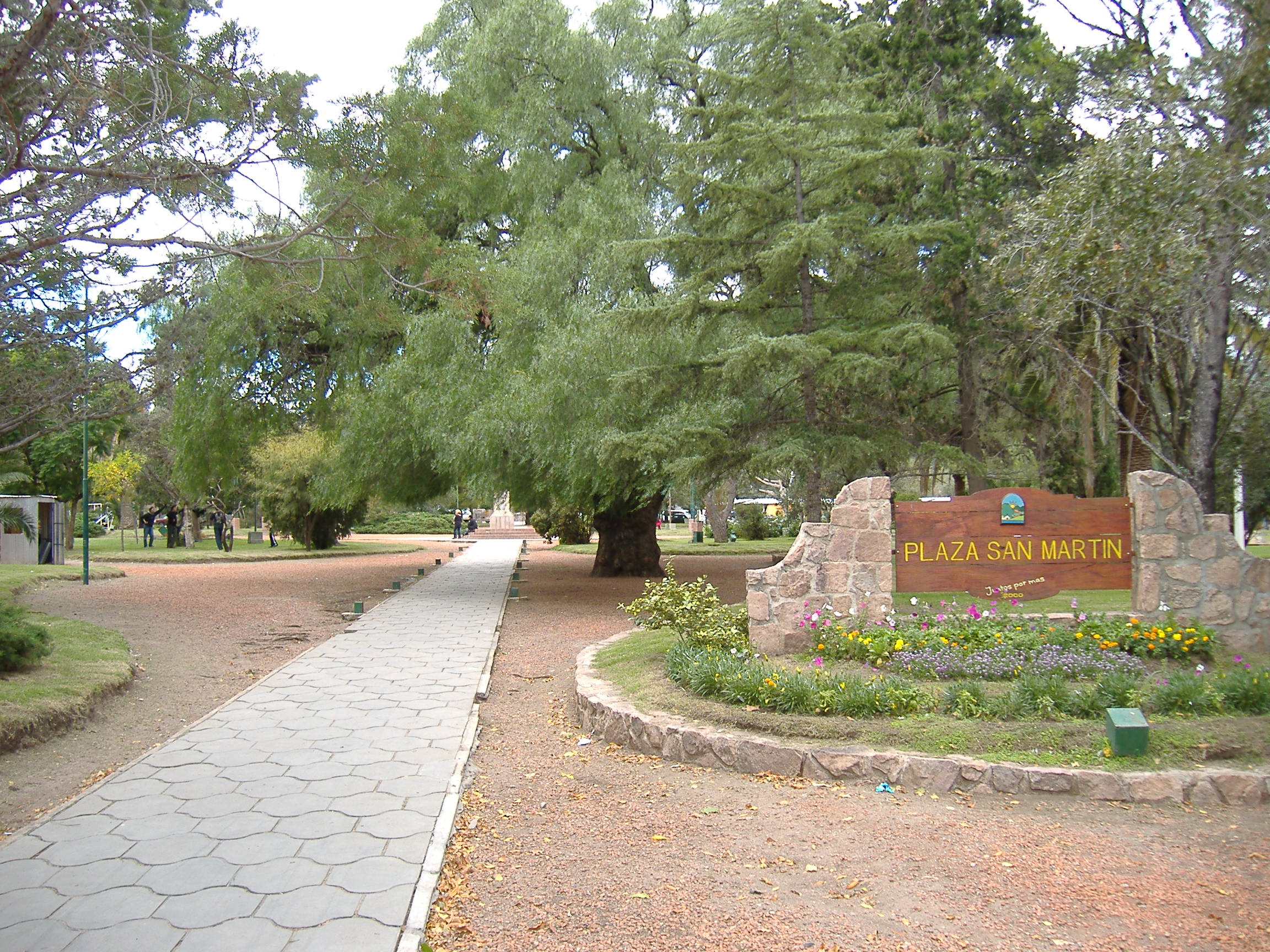

30°51′S 64°31′W / 30.850°S 64.517°W
卡皮亞德爾蒙特（西班牙語：Capilla del Monte），是阿根廷的城市，位於該國中部科爾多瓦省，距離烏里托爾科山僅3公里、科爾多瓦109公里和布宜諾斯艾利斯725公里，海拔高度979米，2010年人口11,281。